# 聚斯堂
聚斯堂，位于中国福建省南靖县和溪镇林中村、林坂村，明宣德年间（1426—1435年）始建，清、民国多次维修。两进双护厝建筑，建筑面积292.49平方米。主体建筑单檐悬山顶，主堂面阔五间，进深三间，抬梁穿斗混合式木构架。雕饰、彩绘精美。慈济行宫为附属文物。2009年11月16日公布为第七批福建省文物保护单位。